# Peter Weiss (SS-Mitglied)
Peter Weiss (* 10. Juni 1908 in Forbach in Baden; † 30. Juli 1946 in Rastatt) war ein deutscher SS-Oberscharführer und Kriegsverbrecher. Er gehörte zum Führungspersonal des Gefangenen-Lagers Neue Bremm und wurde am 30. Juli 1946 hingerichtet.

## Leben
Peter Weiss wuchs im badischen Forbach in eher ärmlichen Verhältnissen auf. Er besuchte die dortige Volksschule bis 1922. Anschließend besuchte er die bergmännische Berufs- und Fortbildungsschule, die er vermutlich ohne Abschluss verließ. In den anschließenden Jahren schlug er sich als landwirtschaftlicher Hilfsarbeiter in Colmar und Umgebung durch. Selten behielt er eine Anstellung länger als ein paar Monate. 1928 zog er nach Kuhbach, wo er sich der örtlichen NSDAP anschloss. Dort machte er rasch Karriere als politische Führungskraft und warb neue Mitglieder für die Partei. 1929 gründete er in Kuhbach eine SA-Formation. Nach der Machtergreifung wurde er zum Obertruppführer befördert und führte zeitweise eine SA-Truppe von 150 Mann an.
1937 wurde er Polizeisekretär bei der Gestapo in Kassel. Die Stelle musste er jedoch 1942 aufgeben, da er vom SS- und Polizeigericht zu fünf Monaten Straflager verurteilt wurde. Die genauen Gründe konnten später nicht mehr ermittelt werden. Im Rastatter Prozess sagte er aus, er habe sich kritisch über die Parteiführung geäußert, was aber mutmaßlich nur eine Schutzbehauptung war. Vermutlich handelte es sich stattdessen um die Unterschlagung von Armeegütern. Er verbüßte seine Strafe im Strafvollzugslager der SS in Danzig.
Nach seiner Haftstrafe wurde er zur Gestapo nach Lublin versetzt, wo er als Verwaltungsangestellter bis zum August 1943 arbeitete. Ob er an der „Aktion Erntefest“, einer Massenhinrichtung von mehr als 40.000 Menschen, die in seinem Verwaltungsbezirk stattfand, beteiligt war, ist unbekannt. Im August 1943 kam er zum Gefangenen-Lager Neue Bremm, wo er Assistent von Lagerkommandant Fritz Schmoll wurde. Im späteren Prozess wurde er von Captain Brian Julian W. als „schlimmer Typ eines Sadisten“ bezeichnet, der sich zwar nicht aktiv an den Misshandlungen der Kriegsgefangenen beteiligte, aber Folterübungen befehligte und anordnete.
Im Rastatter Kriegsverbrecherprozess wurde er zusammen mit 15 weiteren Angeklagten zum Tode verurteilt. Die Hinrichtung wurde am 30. Juli 1946 vollstreckt.